# Mỏ rộng hồng
Mỏ rộng hồng (tên khoa học: Eurylaimus javanicus) là một loài chim trong họ Eurylaimidae.

## Phân bố
Loài này được tìm thấy tại Brunei, Campuchia, Indonesia, Lào, Malaysia, Myanmar, Singapore, Thái Lan và Việt Nam.
Môi trường sống tự nhiên của nó là các khu rừng vùng đất thấp ẩm ướt nhiệt đới hay cận nhiệt đới.